# Schermshöhe

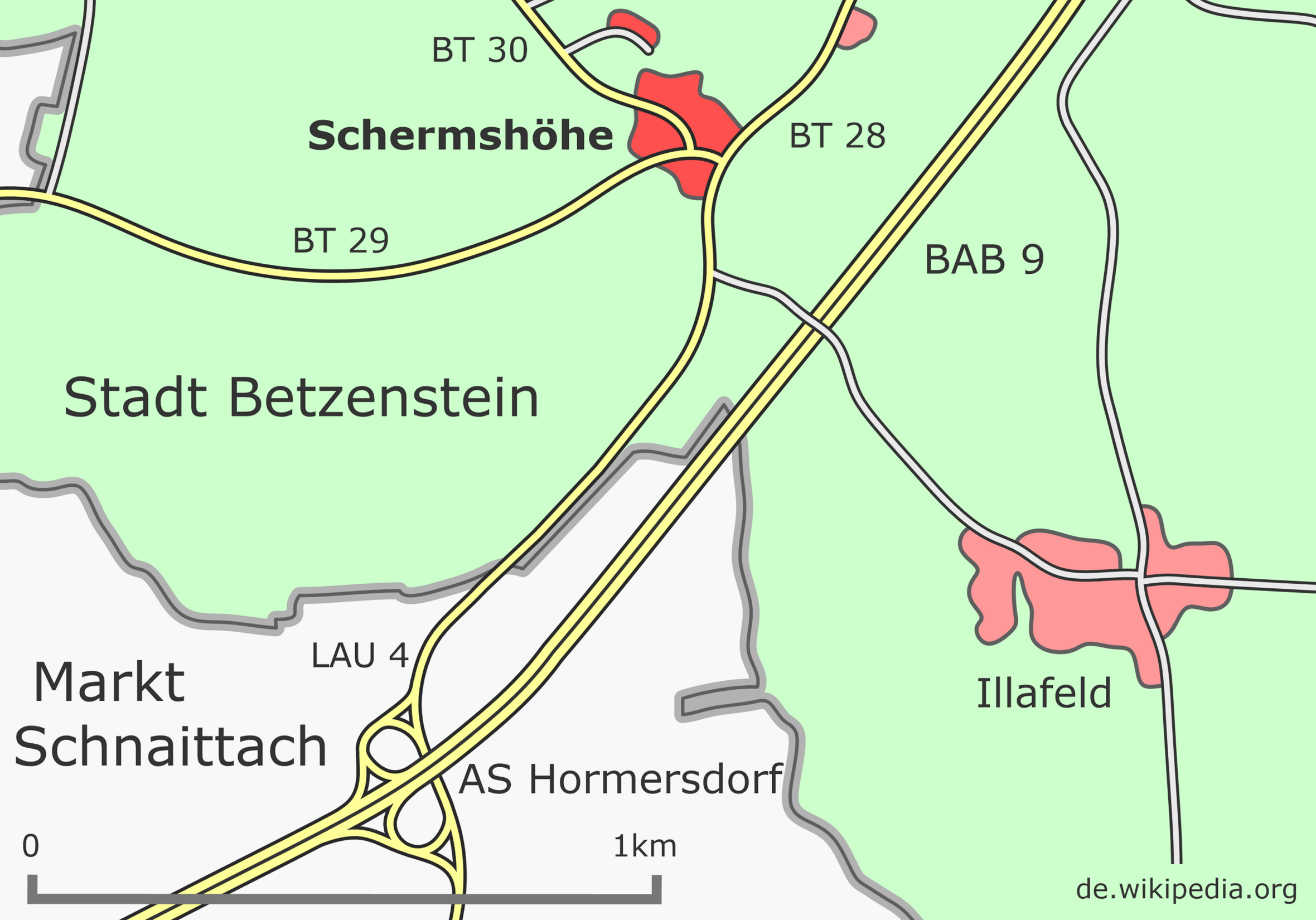
Umgebungskarte von Schermshöhe

Schermshöhe ist ein Gemeindeteil der Stadt Betzenstein im Landkreis Bayreuth (Oberfranken, Bayern). Schermshöhe liegt in der Gemarkung Spies.

## Geografie
Der Weiler befindet sich vier Kilometer südlich von Betzenstein und liegt auf einer Höhe von 562 m ü. NHN.

## Geschichte
1870 wurde auf dem Gemeindegebiet von Spies ein Gasthaus auf einer damals noch unbesiedelten Bergkuppe errichtet. Bauherr war Konrad Scherm, ein ehemaliger Förster, der die Gaststätte auf einem Landstück errichtete, das man ihm für seinen Ruhestand überlassen hatte.
Im Zuge der Gebietsreform in Bayern wurde Schermshöhe am 1. Januar 1972 zusammen mit der gesamten Gemeinde Spies in die Stadt Betzenstein eingegliedert.

## Verkehr
Der Anschluss an das öffentliche Straßenverkehrsnetz erfolgt hauptsächlich durch die am südöstlichen Ortsrand vorbeiführende Kreisstraße BT 28 sowie durch die beiden Kreisstraßen BT 29 und BT 30, die bei der Ortschaft in die BT 28 einmünden. Eine Auffahrt auf die Bundesautobahn 9 ist an der etwa einen Kilometer südwestlich gelegenen Anschlussstelle Hormersdorf möglich. Vom öffentliche Personennahverkehr wird Schermshöhe tagsüber mit der Regionalbuslinie 386 des VGN angefahren.